# Fear (musikalbum)
Fear är John Cales fjärde studioalbum som soloartist, utgivet 1974. Det var hans första av tre på skivbolaget Island Records.
Bland de medverkande musikerna fanns Roxy Music-medlemmarna Brian Eno, Phil Manzanera och Andy Mackay.

## Låtlista
Samtliga låtar skrivna av John Cale.
1. "Fear Is a Man's Best Friend" - 3:53
2. "Buffalo Ballet" - 3:29
3. "Barracuda" - 3:48
4. "Emily" - 4:23
5. "Ship of Fools" - 4:39
6. "Gun" - 8:06
7. "The Man Who Couldn't Afford to Orgy" - 4:35
8. "You Know More Than I Know" - 3:36
9. "Momamma Scuba" - 4:25